# Darren Low
Darren Low (ur. 14 lipca 1988 w Singapurze) – singapurski kolarz szosowy.

## Osiągnięcia
Opracowano na podstawie:
2011
- 2. miejsce w mistrzostwach Singapuru (jazda ind. na czas)

2012
- 3. miejsce w mistrzostwach Singapuru (jazda ind. na czas)
- 1. miejsce w mistrzostwach Singapuru (start wspólny)

2016
- 3. miejsce w mistrzostwach Singapuru (jazda ind. na czas)

## Rankingi
| Rok           | 2012 | 2013 | 2014 | 2015 | 2016  |
| ------------- | ---- | ---- | ---- | ---- | ----- |
| World Ranking |      |      |      |      | 2209. |
| UCI Asia Tour | 70.  | -    | -    | -    | 433.  |
|               |      |      |      |      |       |
| Źródło: UCI   |      |      |      |      |       |